# Río Pelim
El río Pelym (también transcrito como Pelim y a veces conocido como Bolsói Pelym, el Gran Pelym) (del ruso: Река Пелым) es un río ruso de la Siberia Occidental, el principal afluente del río Tavdá, afluente a su vez del río Tobol y este del río Irtysh en su curso bajo. Tiene una longitud de 707 km y drena una cuenca de 15.200 km². 
Administrativamente, el río discurre por el óblast de Sverdlovsk de la Federación de Rusia.

## Geografía
El río Pelym nace en la vertiente oriental del centro de los montes Urales, en el extremo norte del óblast de Sverdlovsk. Discurre primero en dirección norte por las tierras del piedemonte de los Urales y luego gira para encaminarse hacia el Sureste, para adentrarse en las tierras pantanosas cubiertas de taiga de las llanuras de la meseta de Siberia Central. Finalmente se une por la izquierda al río Tavdá, en su curso alto.
Al igual que todos los ríos siberianos, sufre largos períodos de heladas (seis meses al año, desde finales de octubre-noviembre hasta finales de abril-principios de mayo) y amplias extensiones de suelo permanecen permanentemente congeladas en profundidad (permafrost). Al llegar la época del deshielo, inunda amplias zonas que convierte en terrenos pantanosos. 
El río es navegable desde la boca un tramo de 245 km, hasta la localidad de Portach. En las riberas del río no hay apenas centros urbanos.

## Historia
En 1558, los Stróganov, una familia de comerciantes rusos, recibieron permiso del zar Iván el Terrible para explorar la abundante región a lo largo del río Kama, y en 1574 para las tierras a lo largo del río Tura y el río Tobol. Recibieron asimismo un permiso, bajo su propio riesgo, para construir fuertes y poblados a lo largo de los ríos Obi e Irtysh. En 1579, los Stróganov llegaron a un acuerdo temporal (1579-81) con el atamán Yermak Timoféyevich para que les brindase protección contra los ataques de los tártaros siberianos del Kanato de Siberia, a cambio de alimentos y municiones entregados a los cosacos de Yermak. 
En Tura, y en las cercanías del río Tavdá, las tropas comandadas por Yermak se enfrentaron en dos ocasiones con las tropas de los tártaros siberianos y en ambas salieron vencedores en los años siguientes.